# معاهد كابلان الدولية
معاهد كابلان الدولية (KIC) هِي أحد أقسام شركة كابلان التعليمية تأسست في عام 1967 ومقرها في لندن. تقدم المعاهد دورات في اللغة الإنجليزية وامتحانات الإعداد للجامعة والدورات الأكاديمية في 42 موقعا في جميع أنحاء العالم. يتم تدريس المقررات في المعاهد الواقعة في وَسَط المدينة، وفي حرم الجامعات وعبر الإنترنت. شركة كابلان هي شركة فرعية مملوكة بالكامل لشركة واشنطن بوست.

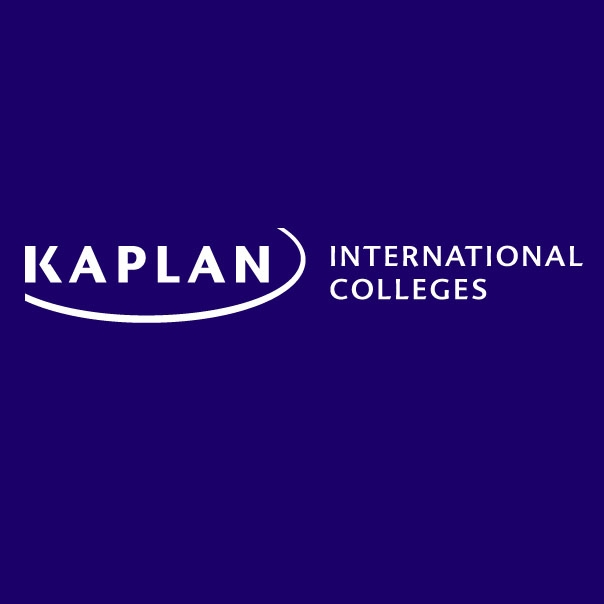

## تاريخ
تأسست شركة كابلان في عام 1938 بواسطة ستانلي إتش. كابلان. حيث بدأت بإعطاء دروس خصوصية للطلاب لتدريبهم على اجتياز اختبار الريجينتس الخاص بولاية نيويورك، وهو أحد المؤهلات التي تزيد من فرص الطلاب في الالتحاق بإحدى الكليات المرموقة، وذلك في قبو منزل والديه في بروكلين بنيويورك. كان ستانلي يعتقد أن لكل شخص الحق في الحصول على تعليم جيد وكان العديد من تلامذته ينحدرون من عائلات مهاجرة، متعطشين للتعليم العالي ولتحقيق النجاح في أميركا.
كان كابلان يدرك مدى أهمية الاختبارات الموحدة في تقييم المتقدمين للالتحاق بالكليات. بالرغم من أن واضعي الاختبار كانوا يخبرون الطلاب بأنه ليس الاستعداد للاختبارات، فإنه كانت له رؤية مختلفة وبدأ في تدريب وإعداد الطلاب لاختبارات. سرعان ما ذاع الحديث عن المساعدة التي قدمها كابلان لطلبته، وعلى الفور قام العديد من الطلبة بالتسجيل في فصول كابلان. نمت شركته بسرعة مع تزايد عدد الكليات التي بدأت في استخدام طريقة الاختبارات الموحدة في تقييم المتقدمين للالتحاق بها عبر الولايات المتحدة. بحلول عام 1975، قام ستانلي إتش. كابلان بتوسيع خدماته التعليمية في جميع أنحاء البلاد وكانت لديه مراكز للإعداد للاختبارات في 23 مدينة في جميع أنحاء الولايات المتحدة. عندما سئل عمّا يشير إليه حرف الإتش في منتصف اسمه، أجاب ستانلي إتش. كابلان بنبرة معتادة: "الدرجات العليا"
بحلول عام 1984، افتتحت كابلان أكثر من 100 مركز على المستوى الوطني مع ما يقارب من 600 مكتب فرعي بنظام الدوام الجزئي بحيث تتوافر الخِدْمَات لـ 95 ألف طالب سنويًا. وفي وقت لاحق من نفس العام، اشترت شركة لواشنطن بوست المحدودة واستمر كابلان في العمل بها كرئيس ومدير تنفيذي
في عام 1994، تقاعد كابلان من شركة المحدودة لكي يتمكن من قضاء وقت أطول في العمل في «المؤسسة» التي أنشأها وفي أغسطس 2009، توفى عن عمر يناهز 90 عامًا وترك ورائه إرثًا لملايين الطلاب وموظفي كابلان.
في عام 2006، كنتيجة لاندماج شركة كابلان مع شركة أسبكت ايدوكاشن(بالإنجليزية: Aspect Education)‏، تأسست شركة معاهد كابلان الدّولية، وتتبع شركة معاهد كابلان الدّولية فرع «كابلان للإعداد للاختبارات والقبول بالكليات»، وهو فرع شركة كابلان المختص بالتدريب على اللغة الإنجليزية
كما ذكرنا منذ مسبقاً تأسست شركة كابلان في عام 1938 وهي توفر الخِدْمَات التعليمية والمهنية للأفراد والمدارس والشركات، أما شركة آسبكت التي تتخذ من لندن بالمملكة المتحدة مقرًا لها فقد تأسست في عام 1967 وهي تقدم البرامج والخدمات التعليمية للطلاب والمحترفين ناتج عن الاندماج انضمام مدارس كابلان الـ 17 التي تتبع فرع التدريب على اللغة الإنجليزية إلى مدارس آسبكت الدولية الـ 19. وتستمر معاهد كابلان الدّولية في توسيع شبكتها حيث ضمت إليها مدرسة «إنترناشيونال هاوس كوينزلاند» في أستراليا في 2007 ومعهد «باسيفيك للغات» في كندا في 2008 مجموعة ويلز في 2009
في 10 ديسمبر 2009 أعلنت كابلان أنها ستدمج بين فرعها الدُّوَليّ للتدريب على اللغة الإنجليزية «معاهد كابلان الدّولية» وبرامج الإعداد للجامعات «معاهد كابلان الدولية» لتشكيل مشروع تجاري موحد تحت مسمى كليات كابلان الدولية "Kaplan International Colleges"
تتمتع «معاهد كابلان الدولية» بشراكات مع جامعات القمة في المملكة المتحدة، والتي توفر البرامج الأكاديمية لإعداد الطلبة للدخول في برامج الحصول على درجات التعليم العالي في المرحلة الجامعية «قبل التخرج» ومرحلة الدراسات العليا بعد التخرج

## المعاهد
تمتلك وتدير كابلان إنترناشونال 42 مدرسة لتعليم اللغة الإنجليزية كلغة أجنبيه، وتقع تلك المعاهد في:
- أستراليا: بريسبان، كيرنز، مانلي، بيرث، سيدني
- كندا: تورنتو وفانكوفر
- إنجلترا: باث، بورنموث، كامبريدج، لندن كوفنت غاردن وليستر سكوير، مانشستر، أكسفورد، سالزبوري وتوركاي
- نيوزيلندا: أوكلاند وكرايستشيرش
- إسكتلندا: أدنبرة
- أيرلندا: دبلن
- الولايات المتحدة: بيركلي، كاليفورنيا، بوسطن، هارفارد سكوير وجامعة نورث ايسترن وشيكاغو ومعهد إلينوي للتكنولوجيا، ويستوود، ولوس أنجلوس، كلية ويتير، ميامي، مانهاتن، مبنى إمباير ستيت، فيلادلفيا، بورتلاند، أوريغون، سان دييغو وسان فرانسيسكو وسانتا باربرا، سياتل، سياتل هايلاين، وواشنطن دى سى

## الإقامة
تقدم كابلان لطلابها خيارات متعدده للسكن مثل الإقامة مع عائلات مضيفه، أو شقق سكنية للطلاب، بالإضافة إلى المباني السكنية التي تكون أحيانا داخل الحرم الجامعي.

## الدورات
- تقدم معاهد كابلان الدولية مجموعة كبيرة من دورات اللغة الإنجليزية كلغة أجنبية تتنوع في مدتها وكثافتها والتي تناسب جميع المستويات والأعمار
- برامج اللغة الإنجليزية العامة والمكثفة واللغة الإنجليزية لرجال الأعمال والإنجليزية للعطلات.
- برامج اللغة الإنجليزية الأكاديمية، الفصل والسنة الأكاديمية
- الاعداد لاختبار توفل، واختبار ايلتس، واختبار كامبردج (الإنجليزية لتلاميذ المدرسة بي 1، ومتقدم سي1، ومتقن سي 2)، واختبار ماجستير إدارة الأعمال جيمات، واختبار تقييم الخريجين.
- برامج الإعداد للجامعات

## برامج الإعداد للجامعات
تقدم معاهد كابلان الدولية لطلابها برامج الإعداد للالتحاق بالجامعات في المملكة المتحدة. عند الانتهاء بنجاح من الدورة على المستوى المطلوب تضمن لك الدخول لإحدى الجامعات التالية
- جامعة بورنموث
- جامعة لندن
- جامعة كرانفيلد
- جامعة نوتنغهام ترنت
- جامعة برايتون
- جامعة جلاسجو
- جامعة ليفربول
- جامعة شيفيلد
- جامعة وستمنستر

## الاعتماد
معاهد كابلان الدولية معتمده من جهات رسميه هي:
- أستراليا: NEAS[2]
- كندا: CAPLS[3]
- أيرلندا: ACELS[4]
- نيوزيلندا: NZQA[5]
- UK: British Council[6] BAC accreditation for foundation, pre-masters and diploma programs
- USA: ACCET[7]